# Свято-Успенська церква (Вишеньки)
Свято-Успенська церква— пам'ятка сакральної архітектури доби Просвітництва в селі Вишеньки (Коропський район, Чернігівська область).

## Замовник і історія побудови

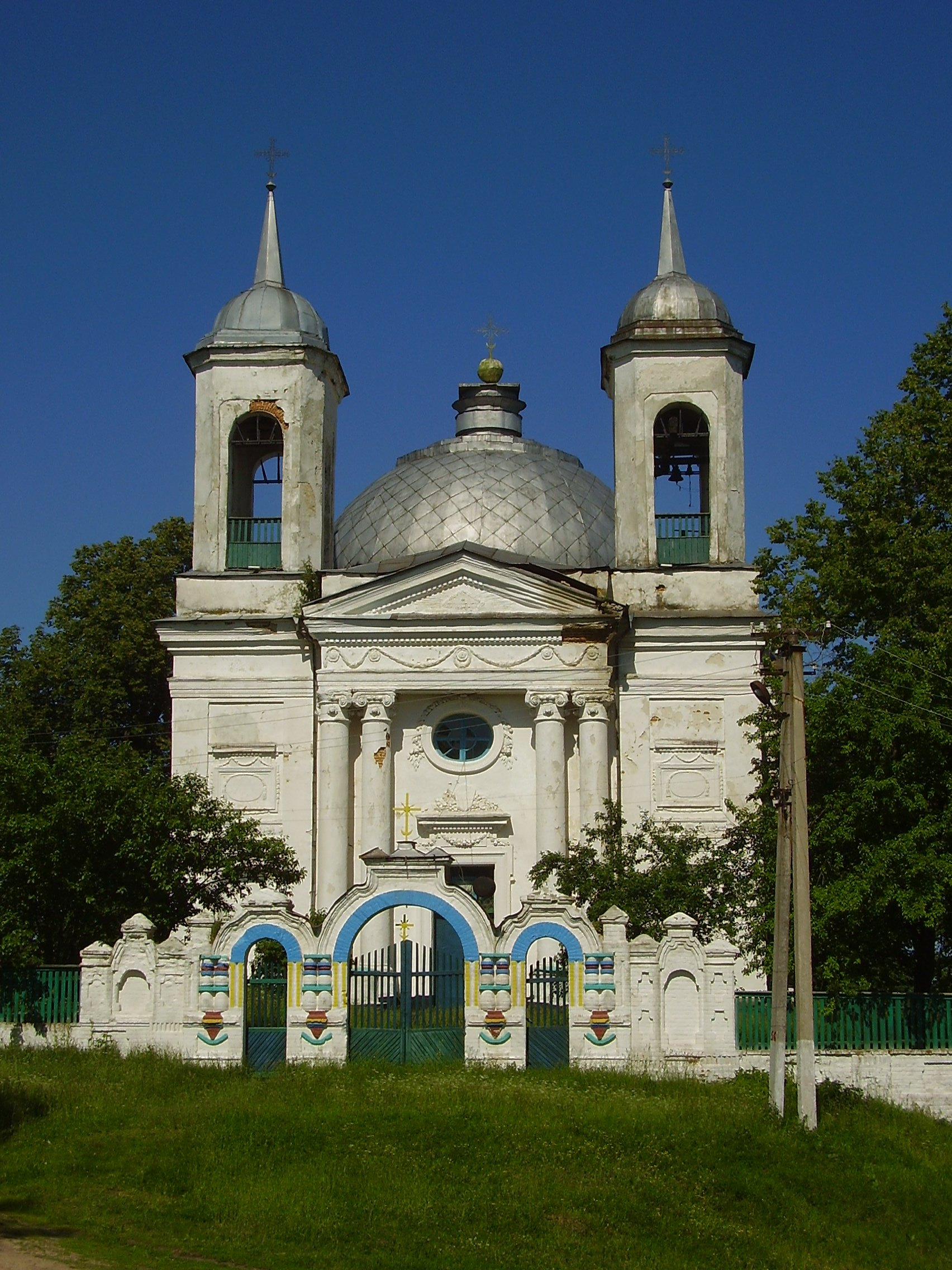
Успенська церква в с.Вишеньки

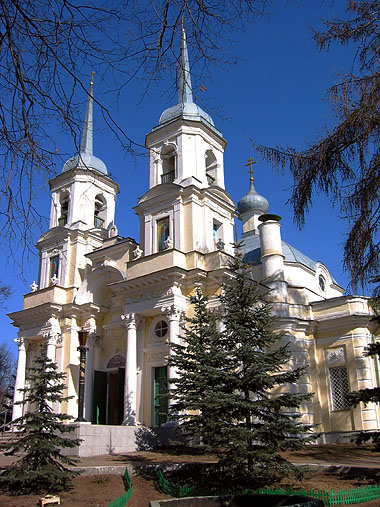
Садибна церква в колишньому Троїцькому-Кайнарджи. Московська обл

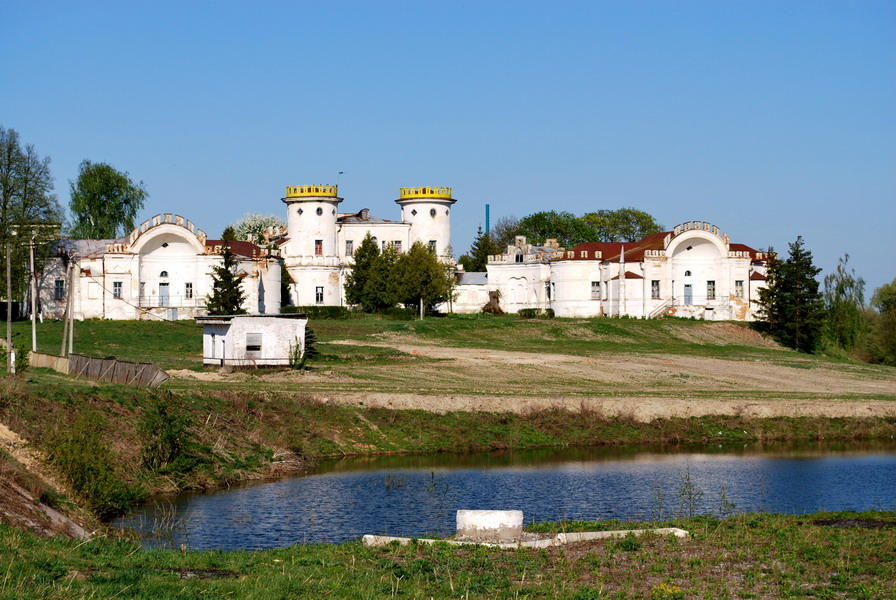
Садибний палац в Вишеньках, Чернігівська обл.

Наприкінці 18 століття спадкоємцем земель і маєтків дипломата часів Петра І Сави Рагузинського ( 1668—1738) став полководець і генерал-губернатор Лівобережної України Рум'янцев-Задунайський Петро Олександрович. Він і розпочав облаштування власних садиб в центральних регіонах власних володінь. Серед наново створених були і садиби Вишеньки та Черешеньки (остання зруйнована повністю).
Зорієнтований на смаки вельмож Санкт-Петербурга, Рум'янцев-Задунайський замовив низку проектів московським, а радше петербурзьким архітекторам. Тоді в моду увійшов архітектор Юрій Фельтен, німець за походженням, як і імператриця Катерина ІІ. Відомо, що не пізніше лютого 1778 року Рум'янцев-Задунайський отримав від Юрія Фельтена пакет проектів для побудови садибних церков. Ще одним джерелом типових зразків сакральних споруд доби просвітництва були увражі (альбоми архітектурних зразків), оприлюднені французьким архітектором Ж.-Ф.Неффоржем. Увражі Неффоржа тануть справжнім джерелом планів, мотивів і архітектурних деталей для архітекторів і замовників Російської імперії 1770-х років. Серед них був і Рум'янцев-Задунайський. Але окрім архітектури доби класицизму замовник цікавився і стилістикою російської псевдоготики. Ця зацікавленість відбилась в побудові стилізованих під умовно- середньовічні замки садибних палаців в Троїцькому-Кайнарджи та в Вишенках. Архітектурна стилістика російської псевдоготики була генерована фантазійними, псевдоготичними павільйонам на Ходинському полі в Москві (на честь перемоги вояків Російської імперії в російсько-турецькій війні 1768-1774 рр.) В панівних ідеях сучасників комбінація класичних споруд зі спорудами в стилі псевдоготики отримала значення символу військових перемог і могутності імперії, пряме відношення до яких мав і сам Петро Рум'янцев-Задунайський. Відтак в садибах Рум'янцева класицистичні й псевдоготичні споруди зазвичай співіснували. Так, поряд з палацами в псевдоготичному стилі в садибах Троїцьке-Кайнарджи та в Вишеньках вибудували церкви «класичного смаку».

## Опис храмової споруди
Екзотичні форми господарської садиби контрастують з типовими рисами садибної церкви в стилістиці класицизму. Лише провінційне втілення знижує урочистий, святковий характер її архітектурного вбрання: бічних портиків на шість колон, овальних вікон другого ярусу, ліплення гірлянд, Ока Бога тощо. Інтер'єр храму зального типу без внутрішніх стовпів і з хорами. Відомо, що володар садиби Петро Рум'янцев-Задунайський отримав плани садибних церков від петербурзького архітектора Юрія Фельтена, що прислужився і самій імператриці Катерині ІІ. Фельтен вже мав досвід створення невеликих церков в столиці та її околицях. В садибі Вишеньки Фельтен не був. На будівництві в садибах Вишеньки та в сусідніх Черешеньках працювали місцеві майстри - Мосципанов М.К. та Котляревський Д.Г. Максим Климович Мосципанов пройшов виучку в школі Василя Баженова в Москві, тому навчився працювати зі складними планами, свідоцтво чого — побудова палацу Рум'янцева-Задунайського зі складним, майже зарозумілим планом в Вишеньках. Порівняння поземних планів церкви Св. Катерини в Санкт-Петербурзі і Успенської в садибі Вишеньки доводить ідентичність художньої манери Юрія Фельтена. Деталі і спрощення плану могли бути внесені місцевими будівничими.

Вірменська ц-ва Св. Катерини, Санкт-Петербург, поземний план.
Успенська ц-ва садиби Вишеньки, поземний план.

Успенську церкву в Вишеньках вибудували в 1782 — 1787 роках. За часів незалежності України храм повернуто місцевій парафії. Але українська держава на початок 21 століття практично повністю відсторонилася від нагляду за станом і збереженням пам'ятки 1780-х років в селищі, а церква навіть не була внесена до видання «Памятники градостроительства и архітектуры Украинской ССР» 1983-1986 років.
Успенська церква (Вишеньки) належить до найкращих зразків двовежних садибних храмів 18 століття в Україні.